# Journal of Biological Chemistry
Das Journal of Biological Chemistry (kurz JBC oder nach ISO 4 J. Biol. Chem. für Zitationen und Bibliografien) ist eine seit 1905 bestehende englischsprachige wissenschaftliche Zeitschrift zu Themen der Biochemie und der Molekularbiologie. Die in der Zeitschrift enthaltenen Artikel unterliegen vor der Veröffentlichung einem Peer-Review, also einer Beurteilung durch andere Wissenschaftler, die als unabhängige Gutachter fungieren. Das JBC wird seit 1925 von der Amerikanischen Gesellschaft für Biochemie und Molekularbiologie (American Society for Biochemistry and Molecular Biology, ASBMB) herausgegeben und erscheint wöchentlich sowohl in gedruckter Form als auch online im World Wide Web beim zur Stanford University gehörenden Verlag HighWire Press.
Begründer der Zeitschrift waren der amerikanische Biochemiker John Jacob Abel und der amerikanische Pathologe Christian Archibald Herter. Die Redaktion war zunächst an der Cornell University angesiedelt, danach von 1937 bis 1958 an der Yale University und anschließend bis 1967 an der Harvard University. Seitdem befindet sich der Redaktionssitz in New York. Das Journal of Biological Chemistry erscheint in einer gedruckten Auflagenhöhe von rund 3300 Heften. Seit 2021 erscheint die Zeitschrift im Open Access. Der Impact Factor als Maß für die durchschnittliche Zahl an Zitationen pro veröffentlichtem Artikel lag im Jahr 2019 bei 4,238. Nach Auswertung des Web of Science lag die Zeitschrift 2014 im Bereich Biochemie und Molekularbiologie an 61. Stelle von 289 Zeitschriften. Gemessen an der Gesamtzahl der Zitationen war das JBC zwischen 1996 und 2006 unter den im Science Citation Index erfassten Zeitschriften das am häufigsten zitierte Journal vor den Proceedings of the National Academy of Sciences (PNAS).